# Breitbandlautsprecher

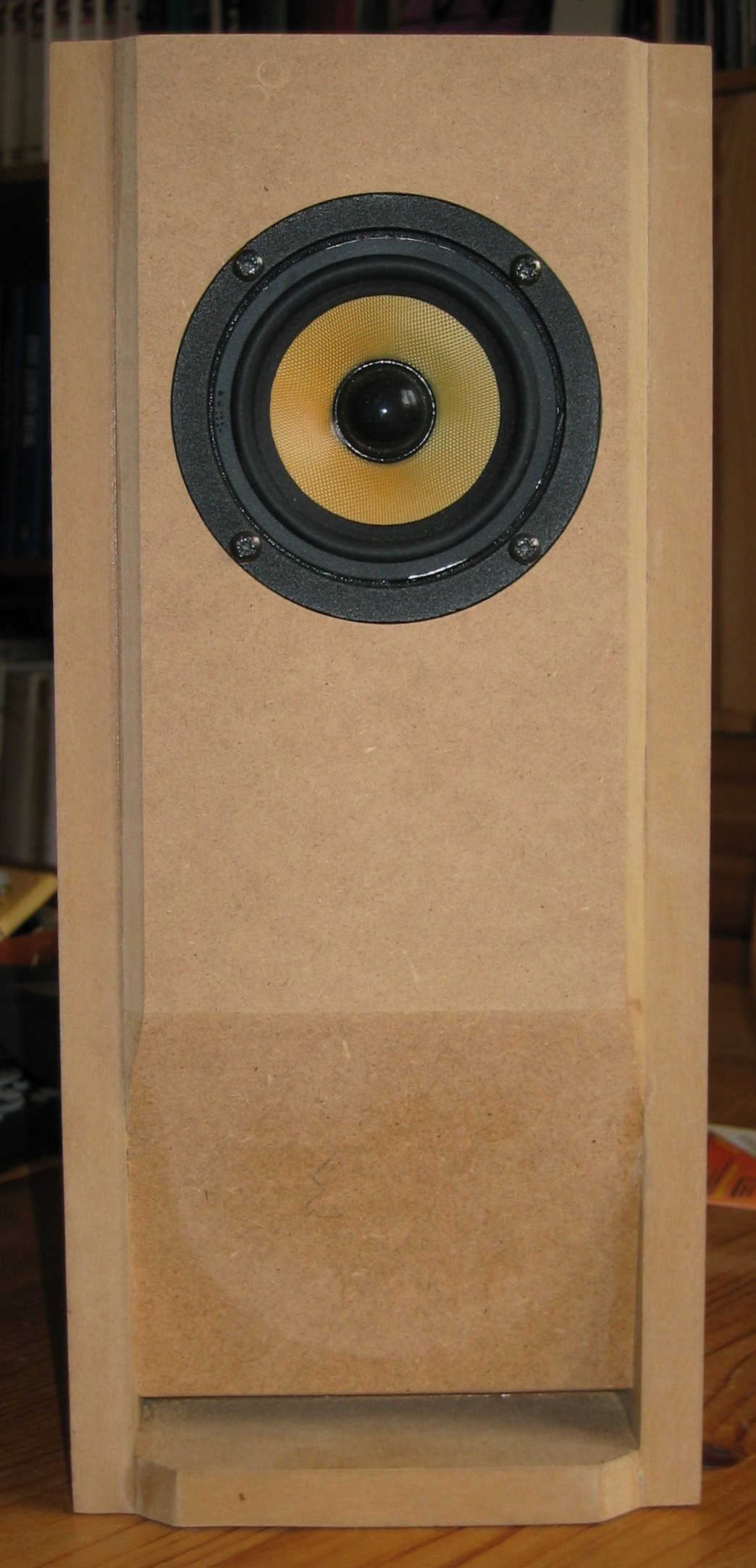
Ein Hi-Fi-Lautsprecher mit Breitbandlautsprecherchassis in einem Transmissionline-Gehäuse

Breitbandlautsprecher sind Lautsprecher, die alleine näherungsweise den gesamten hörbaren Frequenzbereich wiedergeben.

## Funktionsweise
Breitbandlautsprecher sind meist Konuslautsprecher, bei denen eine Membran über eine Schwingspule in einem Magneten angetrieben wird.
Der Zielkonflikt in der Entwicklung und dem Einsatz von Breitbandlautsprecherchassis besteht darin, dass zur Wiedergabe tiefer Frequenzen ausreichend Luftvolumen verdrängt werden muss, dies spricht für den Einsatz einer möglichst großen Membran.
Für die Wiedergabe hoher Frequenzen sind aber kleine Membrangrößen aufgrund geringerer bewegter Massen und weniger starker Schallbündelung im Vorteil.
Daher wird bei Breitbandlautsprechern mit großer Membran oft neben der primären Membran ein weiterer Konus (Hochtonkegel) über der Schwingspule aufgebracht, um die Wiedergabe hoher Frequenzen zu verbessern.

## Einsatz
Der größte Einsatzbereich von Breitbandlautsprechern ist in sehr günstigen oder sehr kleinen Geräten, wie z. B. in Radio- und TV-Geräten oder Handys. Es gibt auch Breitbandlautsprecher, die für eine hochwertige Wiedergabe entwickelt worden sind, wobei diese am häufigsten im Hi-Fi-Bereich eingesetzt werden, dort allerdings ein Nischenprodukt darstellen. Bei der PA Beschallung spielen Breitbandlautsprecher überwiegend für Sprachdurchsagen oder zur Beschallung mit relativ geringer Lautstärke eine Rolle.
Die Lautsprechergehäuse, in denen Breitbandlautsprecher zum Einsatz kommen, sind für Hi-Fi-Anwendungen häufig so gebaut, dass sie den Bass durch Resonanzen verstärken, wie etwa Bassreflex-, Horn- oder Transmissionline-Gehäuse. Dies geschieht, um eine Basswiedergabe zu gewährleisten, die gegenüber dem nicht selten wirkungsgradstarken Hoch- und Mitteltonbereich der Breitbändlautsprecher nicht zu leise ist.
Im Gegensatz zu Mehrwegesystemen benötigen Breitbandlautsprecherboxen keine Frequenzweiche, welche das Signal in Teilbereiche aufteilt. Teilweise werden aber Entzerrungsschaltungen wie Saugkreise oder aktive Entzerrungen zur Frequenzganglinearisierung verwendet.

## Vor- und Nachteile
Ein Vorteil von Breitbandlautsprechern ist, dass die bei Mehrwegesystemen durch unterschiedliche räumliche Anordnung der Einzelkomponenten entstehenden Verzerrungen entfallen. Dies kann dazu führen, dass die Abstrahlung des Schalls der als ideal angenommenen Punktschallquelle näher kommt. Allerdings erfolgt die Abstrahlung des Schalls bei Breitbandlautsprechern auch nicht ideal flächen- bzw. punktförmig, da durch den sehr breitbandigen Einsatz bei verschiedenen Frequenzen unterschiedliche Orte der Membran für die Schallabstrahlung verantwortlich sind.
Eine kompaktere Anordnung der Schallentstehungsorte kann zu einem realistischeren räumlichen Eindruck bei der Wiedergabe von Mehrkanaltonformaten führen. Hierbei sind allerdings die Orte der Schallentstehung bzw. die geringeren Laufzeitdifferenzen nur ein relevanter Teilaspekt. Aspekte wie die frequenzabhängige räumliche Abstrahlung des Lautsprechers und die sich ergebenen Reflexionen im Hörraum spielen hier auch eine gewichtige Rolle.
Ein weiterer Vorteil von Breitbandlautsprechern ist der geringere Materialaufwand dadurch, dass nur ein Lautsprecher benötigt wird.
Der wesentliche Nachteil ergibt sich durch das Ziel, sowohl tiefe als auch hohe Töne möglichst gut wiederzugeben. Dies führt zu Kompromissen, welche im Vergleich mit speziell für einen begrenzten Frequenzbereich entwickelten Lautsprecherchassis meist zu höheren Verzerrungen führen (z. B. Verzerrungen durch Partialschwingung).